# Hypenopsis palustris
Hypenopsis palustris är en fjärilsart som beskrevs av Ferguson 1954. Hypenopsis palustris ingår i släktet Hypenopsis och familjen nattflyn. Inga underarter finns listade i Catalogue of Life.